# Carlo Chierico
Carlo Angelo Chierico (Alessandria, 27 gennaio 1907 – ...) è stato un calciatore italiano, di ruolo attaccante.

## Carriera
Giocò in Serie A con l'Alessandria.